# Medalles del Cercle d'Escriptors Cinematogràfics de 1953
La cerimònia de lliurament de les medalles del Cercle d'Escriptors Cinematogràfics de 1953 va tenir lloc el 21 de gener de 1954. Va ser el novè lliurament de aquestes medalles atorgades per primera vegada vuit anys abans pel Cercle d'Escriptors Cinematogràfics (CEC). Els premis tenien per finalitat distingir als professionals del cinema espanyol pel seu treball durant l'any 1953. Igual que en l'edició anterior, la cerimònia es va desdoblegar en dos actes: una projecció en el Cinema Rialto seguida d'un sopar a l'Hotel Emperador.
L'acte va ser introduït pel president del CEC, Joaquín Romero Marchent, qui va agrair l'ajuda rebuda de les institucions. A continuació, el secretari, César Fernández Ardavín, va llegir l'acta amb els noms de les ternes de candidats i els guanyadors definitius. Es van repartir medalles en disset categories: les quinze de l'edició anterior i dues noves, Millor llibre i Labor en pro del cinema espanyol. A més, es va concedir un premi especial addicional al documental Cristo. Les medalles van ser lliurades pel president, el secretari, José de la Cueva, Luis Gómez Mesa, Mariano Sánchez de Palacios, Fernando Merelo, Clemente Pamplona Blasco i Santiago de la Cruz.
La gran triomfadora de la nit va ser la pel·lícula Jeromín, que va guanyar quatre medalles: millor pel·lícula, director, actor secundari, i decorats.

## Llista de medalles
| Categoria                        | Premiat                                                | Labor premiada              |
| -------------------------------- | ------------------------------------------------------ | --------------------------- |
| Millor pel·lícula                | Jeromín                                                | pel·lícula                  |
| Millor director                  | Luis Lucia                                             | Jeromín                     |
| Millor actriu principal          | Marisa de Leza                                         | Fuego en la sangre          |
| Millor actor principal           | Francisco Rabal                                        | La guerra de Dios           |
| Millor actriu secundària         | Elvira Quintillá                                       | Juzgado permanente          |
| Millor actor secundari           | Antonio Riquelme                                       | Jeromín                     |
| Millor fotografia                | Manuel Berenguer                                       | Condenados                  |
| Millor música                    | Jesús García Leoz                                      | Bienvenido, Mister Marshall |
| Millors decorats                 | Luis Pérez Espinosa                                    | Jeromín                     |
| Millor argument original         | Luis García Berlanga Juan Antonio Bardem Miguel Mihura | Bienvenido, Mister Marshall |
| Millor guió                      | José Santugini                                         | Carne de horca              |
| Millor labor literària           | José María García Escudero                             | Articles a Arriba           |
| Millor pel·lícula estrangera     | Sol davant el perill                                   | pel·lícula                  |
| Premi Jimeno                     | Joaquín Romero Marchent (Director)                     | Juzgado permanente          |
| Millor labor periodística        | Ángel Jordán                                           | Articles a Triunfo          |
| Millor llibre                    | Fray Mauricio de Begoña                                | Elementos de filmología     |
| Labor en pro del cinema espanyol | Vicent Casanova Giner                                  |                             |

## Premi especial
Es va concedir un premi especial al documental Cristo, dirigit per Rafael Torrecilla i Margarita Alexandre.